# Arbejdstøj
Arbejdstøj er en type tøj, der bruges på arbejde. Det skal opfylde krav til arbejdssikkerhed og bevægelser. Karakteristisk beklædning har bagere, kokke og skorstensfejere. Uniformer er også arbejdstøj.
Der er flere slangudtryk for beklædning, der knytter sig til lokaliteter. Arbejdstøjet for kvinder nord for København hedder en Gentofte-egnsdragt og termokedeldragter hedder også blandt  erhvervsfiskere: Harboøre-habit,  (Hanstholm-habit og Nexø-smoking).
| Tøj | Spire Denne artikel om tøj, sko eller lignende er en spire som bør udbygges. Du er velkommen til at hjælpe Wikipedia ved at udvide den. |